# Китмер, Джон
Джо́н Ки́тмер (англ. John Kittmer; род. 6 июля 1967, Кукфилд, Англия, Великобритания) — британский государственный служащий и дипломат. Посол Великобритании в Греции с 2013 по 2016 год. Комиссар Великобритании в Британской Территории в Индийском Океане и Британской антарктической территории с 2016 по 2017 год.

## Биография
Родился в Кукфилде 6 июля 1967 года. В 1978—1985 годах обучался в Хаймерс-колледже — независимой школе в городе Кингстон-апон-Халл.
Продолжил образование Крайстс-колледже в Кембриджском университете, который окончил в 1988 году со степенью бакалавра гуманитарных наук в области антиковедения. В 1988—1993 годах обучался в Модлин-колледже Оксфордского университета, который окончил со степенью магистра гуманитарных наук в области антиковедения. В 2005 году поступил в Королевский колледж Лондонского университета, который окончил в 2007 году со степенью магистра гуманитарных наук в области Современных эллинских исследований .
В 1993 году поступил на государственную службу. Работал в Департаменте образования и занятости. В 1998 году в качестве первого секретаря был принят на службу в Постоянное представительство Великобритании в Европейском союзе в Брюсселе.
В 2002 году вернулся в Лондон, где занимал различные должности в Министерстве иностранных дел и по делам Содружества. В 2004—2006 годах работал в Министерстве окружающей среды, продовольствия и сельского хозяйства. В 2006—2007 годах служил в Департаменте кабинета министров, затем вернулся на работу в Министерство окружающей среды, продовольствия и сельского хозяйства, где проработал до 2012 года.
С января 2013 по декабрь 2016 года служил послом Великобритании в Греции. С декабря 2016 по июль 2017 года занимал должности комиссара Великобритании в Британской Территории в Индийском океане и Британской антарктической территории.

## Личная жизнь
Джон Китмер — открытый гомосексуал. С 2007 года он состоит в отношениях со своим партнёром, Дэвидом Бейтсом.